# Chu trình Q

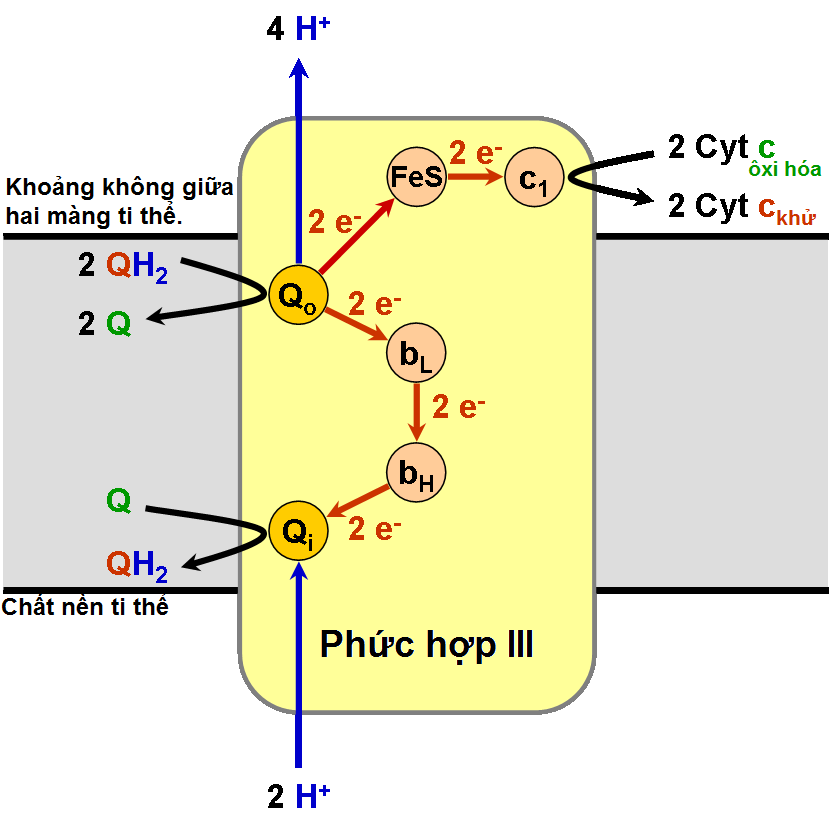
Chu trình Q.

Chu trình Q là một chuỗi những phản ứng do Peter Mitchell đề xuất nhằm mô tả các phản ứng oxy hóa khử xảy ra liên tiếp của một vật mang điện tử ưa chất béo, ubiquinol-ubiquinone (tức Coenzyme Q), dẫn đến kết quả là một lượng proton được bơm qua lớp màng kép lipid (trong trường hợp của ti thể là lớp màng trong của nó). Một phiên bản sửa đổi so với chu trình Q gốc của Mitchell hiện nay được chấp nhận rộng rãi là cơ chế bơm proton của phức hợp III ở ti thể.
Nhờ có chu trình Q mà, ứng với 1 điện tử, phức hợp III có thể bơm đến 2 proton đến khoảng không giữa hai lớp màng ti thể. Chu trình Q có mặt ở tất cả các động thực vật cũng như vi khuẩn. Chu trình Q xuất hiện rất sớm trong quá trình tiến hóa tế bào và nó là một yếu tố cần thiết trong việc chuyển hóa thế năng trong Coenzyme Q dạng khử thành lực vận động proton ở mức tối đa tại màng sinh chất.

## Mô tả
Quá trình hoạt động của chu trình Q trong phức hợp III dẫn đến kết quả là Cytochrome c bị khử, ubiquinol bị oxy hóa thành ubiquinone và 4 proton được chuyển qua màng ti thể.
Ubiquinol (QH2) bám vào vị trí Qo của phức hợp III nằm ở mặt ngoài của lớp màng trong ti thể thông qua liên kết hiđrô tới His182 của protein sắt Rieske và Glu272 của Cytochrome b. Lúc này QH2 sẽ thả 2 proton vào khoảng không giữa hai màng ti thể. Đến lượt mình Ubiquinone (Q) bám vào vị trí Qi nằm ở mặt trong của lớp màng trong ti thể. của phức hợp III. Ubiquinol bị oxy hóa phân kì (cho một điện tử trong mỗi lần cho) đến protein Rieske và đến heme bL. Phản ứng oxy hóa khử này sản sinh ra một semiquinone tạm thời trước khi bị oxy hóa hoàn toàn thành ubiquinone; ubiquinone sau đó rời bỏ vị trí Qo của phức hợp III.
Sau khi nhận một điện tử từ ubiquinol, protein sắt-lưu huỳnh được giải phóng từ vật cho điện tử của nó và có thể di chuyển đến vị trí của tiểu đơn vị Cytochrome c1 và đưa điện tử cho tiểu đơn vị này, nhờ đó khử đi nhân heme của nó. Điện tử từ c1 sẽ được chuyển sang một phân tử Cytochrome c đang trong dạng oxy hóa gắn ở phía ngoài phức hợp III, Cytochrome c sẽ bị khử và tách khỏi phức hợp III để mang điện tử đến phức hợp IV. Thêm vào đó, sự tái oxy hóa của protein sắt-lưu huỳnh giải phóng proton đang bám trong His181 vào khoảng không giữa hai màng tế bào.
Điện tử còn lại được chuyển đến nhân heme bL, được dùng để khử heme bH,bH lại chuyển điện tử tới phân tử ubiquinone đang bám ở vị trí Qi. Ubiquinone này nhanh chóng được khử thành gốc tự do semiquinone. Proton vừa được Glu272 nhận sẽ được chuyển sang một chuỗi phân tử nước được liên kết với nhau bằng liên kết hiđrô khi Glu272 xoay 170° để thành lập liên kết hiđrô với nước, đến lượt mình nước tạo liên kết hiđrô với propionate của heme bL heme.
Bước cuối cùng của chu trình sản sinh ra một semiquinone có cấu trúc không ổn định ở vị trí Qi và vì vậy phản ứng chưa hoàn toàn kết thúc. Một chu trình Q thứ hai cần thiết để một lần nữa dùng điện tử từ cytochrome bH khử semiquinone thành ubiquinol. Chu trình Q thứ hai lại bắt đầu bằng việc ubiquinol bám vào Qo và giải phóng thêm hai proton nữa, như vậy sản phẩm cuối cùng của chu trình Q là 4 proton được chuyển từ chất nền vào khoảng không giữa hai màng ti thể và hai phân tử cytochrome c bị khử, tuy nhiên 1 phân tử ubiquinol được tái phục hồi từ ubiquinone tại vị trí Qi vì vậy chỉ có 2 điện tử được chuyển qua phức hợp III. Cytochrome c sau đó lại bị oxy hóa bởi phức hợp IV. Còn ubiquinol mới hình thành ở Qi sẽ tách ra khỏi phức hợp III nhường chỗ cho một ubiquinone khác. Quá trình này mang tính tuần hoàn vì ubiquinone sản sinh tại vị trí Qi có thể được tái sử dụng bằng cách bám vào vị trí Qo của phức hợp III.
Các phản ứng xảy ra trong chu trình Q:
- Tại vị trí Qo: 2 CoQH2(chất nền) + 2 Cyt c3+ -> 2CoQ + 2 Cyt c2+ + 4H+(bên ngoài)
- Tại vị trí Qi: CoQ + 2 H+(chất nền) -> CoQH2
- Phản ứng tổng quát: CoQH2 + 2 Cyt c3+ + 2 H+(chất nền) -> CoQ + 2 Cyt c2+ + 4H+(bên ngoài)